# Nicolas Martin Vesco
Pour les articles homonymes, voir Vesco.
Nicolas Martin Vesco (14 mars 1789 à Metz - 9 mars 1883 à Paris) est un général de brigade français. Général de gendarmerie sous la Monarchie de Juillet, il participa, en tant qu’officier subalterne, aux principales campagnes napoléoniennes.

## Biographie
Nicolas Martin Vesco voit le jour à Metz, en Lorraine, le 14 mars 1789. Attiré par la carrière des armes, il entre à l’École militaire de Saint-Cyr le 5 décembre 1806. Il en sort sous-lieutenant le 11 avril 1807. Il participe aussitôt à la campagne de Prusse et de Pologne. En 1808-1809, le jeune officier participe à la campagne d’Espagne. Promu lieutenant le 18 mai 1809, Nicolas Martin Vesco participe à la campagne d'Allemagne et d'Autriche. Affecté à Boulogne-sur-Mer, il est promu capitaine le 7 décembre 1811. L’année suivante, il participe à la campagne de Russie au sein de la Grande Armée. Affecté au service des cartes, le capitaine Vesco rencontre parfois l’Empereur. Au cours de cette campagne désastreuse, il est blessé à Polotsk, le 18 octobre 1812. 
De retour en France, il est promu chef de bataillon le 18 décembre 1813. Pendant la  campagne de France, le 1er février 1814, il est de nouveau blessé. Alors qu’il commande un bataillon à proximité de Nogent-sur-Marne, le commandant Vesco voit son cheval tué sous lui. 
À la chute de l’Empire, Vesco est mis en non-activité le 1er septembre 1814. Réactivé comme chef de bataillon adjoint le 2 mai 1815, pendant les Cent-Jours, il est de nouveau mis en non-activité le 1er septembre 1815. Comme la plupart des Bonapartistes, il est tenu à l’écart de l'armée pendant toute la Seconde Restauration. 
Après les Trois Glorieuses et la chute de Charles X, les bonapartistes sortent de l’ombre. Nicolas Martin Vesco est rappelé à l'activité, en qualité de lieutenant-colonel, dès le 17 août 1830. Il est promu colonel dès le 17 août 1832. Après avoir passé deux années dans la garde municipale, de 1830 à 1832, le colonel Vesco est nommé chef de la 18e légion de gendarmerie, à Grenoble, puis de la 20e légion, à Dijon, enfin de la 22e légion, à Nancy. Là, 
Nicolas Martin Vesco est promu au grade de général de brigade, le 20 avril 1845. 
Nicolas Martin Vesco décéda à Paris, le 9 mars 1883. Les obsèques eurent lieu en l'église Saint-Louis-en-l'Île, avec les honneurs dus à son grade. 
Nicolas Martin Vesco est le père du botaniste et chirurgien de marine Jean Nicolas Eugène Vesco.

## Distinctions
- Chevalier de la légion d'honneur le 9 août 1812.
- Officier de la légion d'honneur le 18 février 1814.
- Commandeur de la légion d'honneur le 19 avril 1843.

## Sources
- Journal de la Gendarmerie de France, Gendarmerie de France, Paris, mars 1883. (en ligne)
- Lucien Nicot : Le général Vesco, Le messager d'Alsace-Lorraine, 1912.